# Головач Юрій Васильович
Юрій Васильович Головач — відомий український вчений, фізик, спеціаліст у галузі фізики конденсованих середовищ, статистичної фізики, фізики складних систем і складних мереж, доктор фізико-математичних наук, професор, академік НАН України, дійсний член НТШ. Від 2010 року – завідувач лабораторії статистичної фізики складних систем Інституту фізики конденсованих систем у Львові. Запрошений професор університетів: Львівського національного імені Івана Франка, Йоганна Кеплера в Лінці, (Австрія), Анрі Пуанкаре в Нансі, (Франція), Українського католицького (Львів) та Університету Ковентрі (Велика Британія).

## Біографія
Юрій Головач народився 16 червня 1957 року в м. Львові. У 1979 році закінчив фізичний факультет Львівського державного університету імені Івана Франка. Від 1979 до 1983 працював у Фізико-механічному інституті АН УРСР. Від 1983 — у Львівському відділенні Інституту теоретичної фізики АН УРСР (від 1990 — Інституті фізики конденсованих систем НАН України; від 2000 — провідний науковий співробітник). Водночас від 1997 — у Львівському національному університеті імені Івана Франка (від 2001 — професор кафедри теоретичної фізики). За його ініціативою в Інституті фізики конденсованих систем НАН України у 2010 р. створено лабораторію статистичної фізики складних систем, яку він відтоді незмінно очолює. Від 1984 — кандидат фізико-математичних наук, спеціальність: теоретична фізика; у 1992 здобув вчене звання старший науковий співробітник; від 1998 — доктор фізико-математичних наук, спеціальність: теоретична фізика; у 2005 здобув вчене звання професора; у 2015 був обраний членом-кореспондентом, а в 2021 — академіком НАН України. У 2017 був обраний до першого складу Наукового комітету Національної ради України з питань розвитку науки і технологій.

## Наукова діяльність
Ю. В. Головач —  фізик-теоретик, фахівець із фізики складних систем. Його наукові зацікавлення стосуються насамперед теорії фазових переходів і критичних явищ, фізики макромолекул, у тому числі в біологічних системах, застосування методів статистичної фізики для аналізу систем нефізичної природи, історії науки. Ю. В. Головач та його учні створили ренормгрупову теорію ефективної критичної поведінки складних систем, отримали результати, що стосуються поведінки критичних характеристик багатосортних макромолекулярних систем, полімерів у пористому середовищі, зіркових полімерів. Ю. В. Головач одним із перших в Україні використав методи теоретичної фізики для дослідження складних мереж. Запропонував еволюційну модель зростання таких мереж і встановив їх стійкість до випадкових і спрямованих атак, застосував теорію складних мереж до опису еволюції мови. Ціла серія робіт присвячена транспортним мережам. Ю. В. Головач опублікував близько 400 наукових праць, серед яких більш ніж 150 статей у провідних фахових журналах. Під його керівництвом підготовлено 9 кандидатів та 1 доктора наук. Ю. В. Головач — ініціатор і науковий редактор серії оглядових монографій з фізики критичних явищ, виданих World Scientific; засновник і організатор наукових семінарів «Ізінгівські читання» та «Обрії науки». Він є українським представником у наглядових радах Європейської співпраці з науки і технологій (COST). З 2011 р. входить до дорадчої ради Конференцій співпраці у галузі статистичної фізики у Середній Європі (Middle European Cooperation in Statistical Physics, MECO). Ініціював створення Міжнародного коледжу докторантів (ІФКС НАН України та університети Нансі (Франція), Лейпцига (Німеччина) і Ковентрі (Англія)).

### Просвітницька діяльність
Юрій Головач є одним із організаторів міждисциплінарного семінару "Обрії науки", що проходить в УКУ з 2007 року. Також він був одним із ініціаторів створення сотні Юрія Вербицького — об'єднання академічної спільноти України на знак вшанування героя небесної сотні.  Юрій Васильович був одним з перших науковців, хто читав лекції в Відкритому університеті Майдану, він також є автором статей з історії науки, міждисциплінарних зв'язків різних галузей та інших. У 2020 році обраний Почесним амбасадором Львова.

### Нагороди
- 2019 — Премія НАН України імені О. С. Давидова

## Вибрана бібліографія
- Yu. Holovatch, M. Shpot. Critical exponents of random Ising-like systems in general dimensions. Journal of Statistical Physics volume 66, pages867–883 (1992).
- R. Folk, Yu. Holovatch. On the critical fluctuations in superconductors. Journal of Physics A: Mathematical and General 29 (13), 3409.
- R. Folk, Yu. Holovatch, T. Yavors'kii. Pseudo-epsilon expansion of six-loop renormalization group functions of an anisotropic cubic model, Phys. Rev. B, v. 62, 12195 (2000).
- R. Folk, Yu. Holovatch, T. Yavorskii, Critical exponents of a three-dimensional weakly diluted quenched Ising model, Uspiekhi Fizichieskikh Nauk, vol. 173 (2003) pp. 175-200.
- C von Ferber, Y Holovatch. Copolymer networks and stars: Scaling exponents. Physical Review E 56 (6), 6370.
- C. von Ferber, Yu.Holovatch, and V.Palchykov, Scaling in public transport networks. Condens. Matter Phys. 8 (2005) 225–234;
- C. von Ferber, T. Holovatch, Yu. Holovatch, and V. Palchykov, Public transport networks: empirical analysis and modeling. Eur. Phys. J. B 68 (2009) 261–275.
- C. von Ferber, B. Berche, T. Holovatch, Yu. Holovatch.A tale of two cities. Journal of Transportation Security 5 (3), 199-216 (2012)
- O. Mryglod, R. Kenna, Yu. Holovatch, B. Berche. Comparison of a citation-based indicator and peer review for absolute and specific measures of research-group excellence. Scientometrics 97 (3), 767-777 (2013).
- Yu. Holovatch, R. Kenna, S. Thurner, Complex systems: physics beyond physics. Eur. Journ. Phys. 38 (2017) 023002.
- Victor Dotsenko, Yurij Holovatch, Maxym Dudka, Martin Weigel, Self-averaging in the random 2D Ising ferromagnet. Phys. Rev. E 95 (2017) 032118.
- R. de Regt, C. von Ferber, Yu. Holovatch, M. Lebovka. Public transportation in Great Britain viewed as a complex network. Transportmetrica A: Transport Science 15 (2), 722-748 (2019).